# Дмитриев, Аристарх Иванович
Аристарх Иванович Дмитриев (3 января 1940, Олух-Шуматово, Советский район — 22 июля 2019, Чебоксары) — советский и российский писатель, журналист, переводчик; член Союза писателей СССР (1982).

## Биография
Родился 3 января 1940 года в деревне Олух-Шуматово Советского (ныне Ядринского) района Чувашской АССР.
В 1968 году окончил Литературный институт им. А. М. Горького. По окончании вуза до 1975 года работал в Чувашском книжном издательстве редактором, заведующим редакциями, главным редактором. Затем в 1975—1984 годах работал в газете «Советская Чувашия» заведующим отделом культуры, литературы и искусства, стал заместителем главного редактора. В 1984—2005 годах — ответственный секретарь, заместитель главного редактора журнала «Ялав».
А. И. Дмитриев — автор стихотворений и поэм, издал несколько книг, перевёл с чувашского на русский язык поэтические произведения М. К. Сеспеля, Я. Г. Ухсая, П. В. Афанасьева, Ю. С. Семендера, Н. А. Исмукова и прозаические произведения Ф. Е. Уяра, К. С. Турхана, А. В. Емельянова, Г. В. Краснова.
Аристарх Иванович является одним из переводчиков и редактором нового перевода Библии на чувашский язык, перевёл чувашское эпическое сказание «Улып» на русский язык.
Умер 22 июля 2019 года в Чебоксарах.

## Заслуги
- Заслуженный работник культуры Чувашской АССР (1987), заслуженный работник культуры Российской Федерации (1995).
- Лауреат премии им. К. Турхана Союза профессиональных писателей Чувашии, лауреат Государственной премии Чувашской Республики в области литературы и искусства (2012).